# Odontomelus pseudopallidus
Odontomelus pseudopallidus är en insektsart som beskrevs av Nicholas David Jago 1995. Odontomelus pseudopallidus ingår i släktet Odontomelus och familjen gräshoppor. Inga underarter finns listade i Catalogue of Life.